# Phare arrière de Plum Island
Le phare arrière de Plum Island (en anglais : Plum Island Light), est un phare du lac Michigan situé sur Plum Island dans le Comté de Door, Wisconsin.
Ce phare est inscrit au Registre national des lieux historiques depuis le 19 juillet 1984 sous le no 84003659 .

## Historique
Le phare arrière fait partie d'une paire de feux d'alignement de l'ancienne United States Life-Saving Service de Plum Island. L'île, qui fait partie de la ville de Washington Island, a été transféré à l'United States Fish and Wildlife Service en 2007. Elle est devenue une partie du Green Bay National Wildlife Refuge, un refuge faunique national qui est fermée au public pour la protection d'oiseaux migrateurs nichant au sol.
Les feux ont été allumés à l'origine en 1897 et sont distants de 500 m, et sont alignés pour guider les bateaux en toute sécurité dans le passage de la Porte des Morts.
- Le feu d'alignement avant de Plum Island était à l'origine identique au phare avant de Baileys Harbor, mais a été remplacé par une balise moderne en 1964[2]. Il émet un feu isophase rouge par période de 6 secondes à une hauteur focale de 12 m.

- Le feu d'alignement arrière est la tour d'origine. Il est omnidirectionnel et a toujours sa lentille de Fresnel d'origine de 4e ordre. La maison du gardien de phare et le poste de garde côtière figuraient parmi les dix biens historiques les plus menacés du Wisconsin en avril 2000. Toutes les structures maritimes de Plum Island sont inscrites au registre national des monuments historiques en 2010. Les Friends of Plum and Pilot Islands, ont établi un partenariat avec le Fish and Wildlife Service des États-Unis pour restaurer la station de sauvetage sur Plum Island.

## Description
Le phare est une tourelle cylindrique avec un jambage pyramidal à claire-voie de 20 m de haut, avec une double galerie et une lanterne. La tour est peinte en blanc et le toit de la lanterne est rouge.
Il émet, à une hauteur focale de 24 m, une lumière rouge continue. Sa portée est de 14 milles nautiques (environ 26 km). Il porte aussi une marque de jour.
Identifiant : ARLHS : USA-608 ; USCG : 7-21310 .

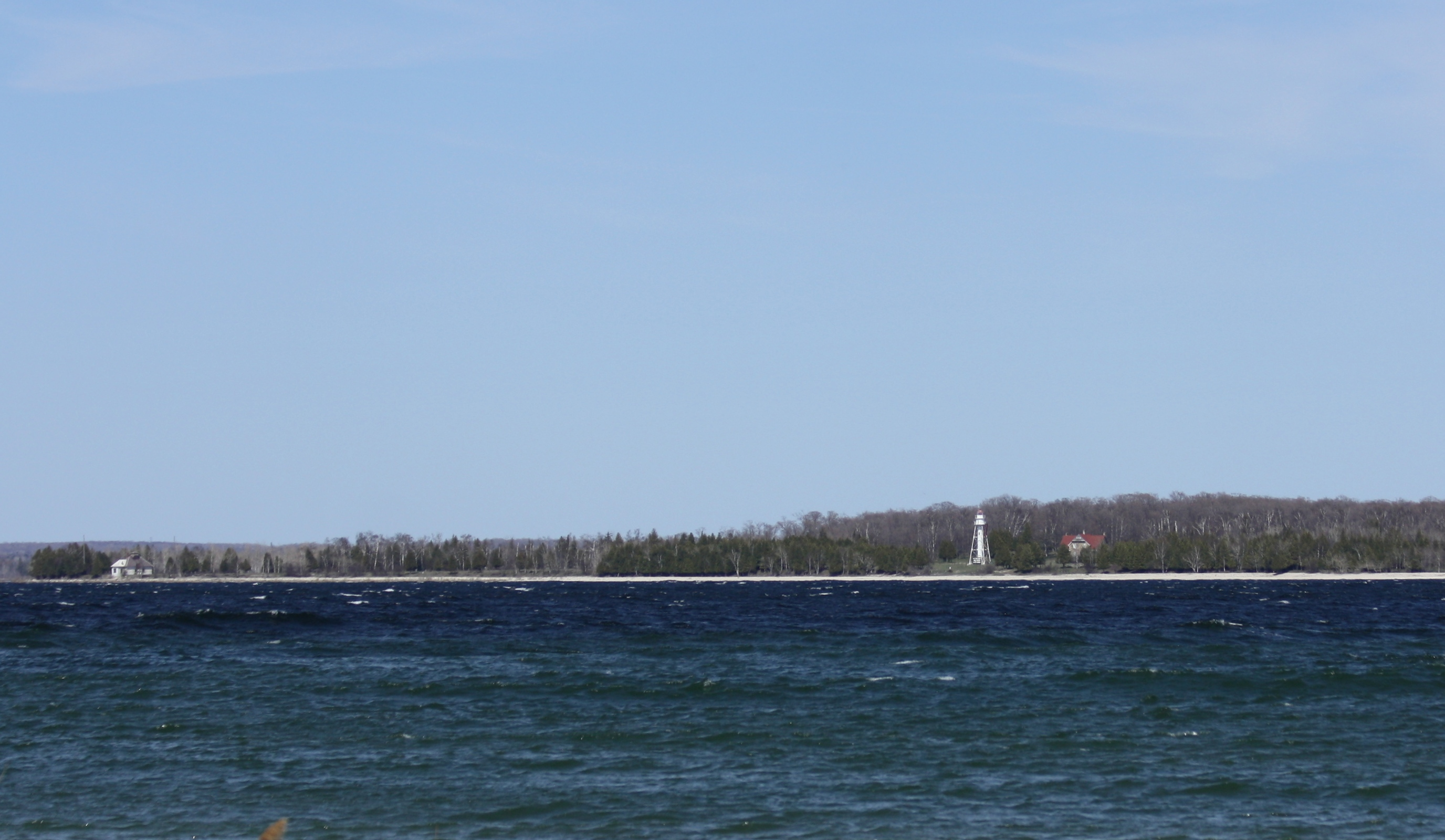
Plum Island.
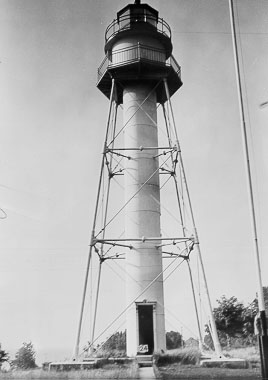
Le phare arrière (photo USCG).
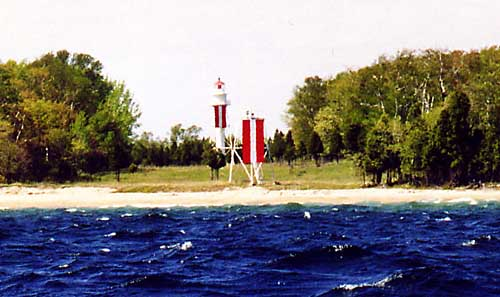
Le feu avant.